# Jargalant, Arkhangai
Jargalant (tiếng Mông Cổ: Жаргалант, nhàn nhã/hạnh phúc) là một sum của tỉnh Arkhangai ở miền trung Mông Cổ. Vào năm 2010, dân số của sum là 4.076 người.

## Địa lý
Diện tích của sum là 3832 km². Vị trí hành chính của sum là Bayantsagaan nằm cách thủ đô của Ulaanbaatar 567 km và tỉnh lị Tsetserleg 227 km. Ngọn núi cao nhất là Dulaankhan, cao 2489 m. Các ngọn núi khác bao gồm Yolyn Yevdon, Ovoohoyt, Tsagaankhand, Bayanzurkh, Tsagaan Asgati. Sum nằm trong lưu vực sông Chuluut. Các loài động vật bao gồm hươu, nai sừng tấm, chó sói, cáo, cáo corsac, thỏ rừng.

### Khí hậu
Khu vực này có khí hậu lục địa khắc nghiệt. Nhiệt độ trung bình tháng 1 là -20 °C, trong khi nhiệt độ tháng 6 là 14 °C. Lượng mưa trung bình hàng năm thay đổi từ 300 đến 340 mm.

## Kinh tế
Các dịch vụ ở Jargalant bao gồm một trường học, một bệnh viện, cửa hàng và trung tâm văn hóa.